# Janów Karwicki
Janów Karwicki [pronunciación en polaco: /ˈjanuf karˈvit͡ski/] es un pueblo ubicado en el distrito administrativo de Gmina Opoczno, dentro del Distrito de Opoczno, Voivodato de Łódź, en Polonia central. Se encuentra aproximadamente a 6 kilómetros al este de Opoczno y a 77 kilómetros al sureste de la capital regional Łódź.